# Christiane Menasseyre
Christiane Menasseyre, née le  3 décembre 1939 à Rambouillet (Yvelines) et morte le 29 juillet 2019 est une professeure de philosophie française, inspectrice générale de l'Éducation nationale.

## Biographie
Lycéenne dans un  établissement privé catholique, Christiane Menasseyre obtient la première partie du baccalauréat en 1956 et l'année suivante, au lycée Jules Ferry, le baccalauréat de philosophie et de mathématiques élémentaires. Elle est admise à l'Institut de préparation aux enseignements de second degré (IPES), à la fois par concours propre et par son admissibilité à l'École normale supérieure.  Elle est titulaire d'une licence de lettres classiques en 1961,  d'une licence de philosophie en 1962, diplômée de l'Institut d'études politiques de Paris en 1964. Elle passe le CAPES de philosophie en 1964 et obtient l'agrégation de philosophie en 1967.
Elle enseigne alors dans divers lycées : lycée Jules-Uhry à Creil, puis à Paris au lycée technique Roger-Verlomme ; professeur en hypokhâgne au lycée Hélène Boucher en 1969-1970 puis au lycée Lamartine en 1970-1972, elle est nommée au lycée Fénelon où elle enseigne d'abord en hypokâgne jusqu'en 1979, puis en khâgne jusqu'en 1985. Elle est alors nommée inspecteur pédagogique régionale, puis  inspectrice générale de philosophie en 1991. Elle devient doyenne de ce groupe en 1997. Elle prend sa retraite en septembre 2005.

Dans l'exercice de ses fonctions, Christiane Menasseyre a toujours défendu l'importance de l'enseignement philosophique et d'un enseignement laïc : 

« La laïcité est garantie d’une liberté de pensée pour le citoyen dans une communauté politique. Elle est la garantie d’un esprit libre, et donc d’un homme libre. Ce dernier a-t-il à recevoir un enseignement portant sur le fait religieux ? Oui, sans doute, dans la mesure où il s’agit d’une dimension de notre culture et de bon nombre d’autres cultures et qu’il vaut toujours mieux connaître plutôt qu’ignorer. Mais si cet enseignement doit avoir un sens, c’est seulement dans une école où s’affirme la laïcité et qui allie humanisme et liberté. La laïcité est l’élément de l’école. Elle est non seulement l’horizon de l’école, mais également l’air dont elle vit. Hors de son élément, l’école périt, et avec elle, la liberté dont elle est le chemin. »

Christiane Menasseyre fut membre puis secrétaire générale de la Société française de philosophie.
Elle est chevalière de l'ordre national du Mérite et officière des Palmes académiques.

## Publications
- Les Françaises aujourd’hui, des images à la réalité. Femmes en chiffres, salaires et responsabilités, une situation encore inégalitaire, Hatier, coll.  Profil actualité, Paris, 1978.
- Les Écrits de Dina Dreyfus, (co-auteur Bertrand Saint-Sernin), Paris, éditions Hermann, 2013[4].
- Figures italiennes de la rationalité Actes des universités d’été organisées par l’inspection générale de philosophie (codirigé avec André Tosel), 1997, Kimé (1. De l'affaiblissement de la métaphysique scolastique à la sensibilisation de l'intelligible, de Dante à l'Humanisme renaissant - 2. Vers une nouvelle philosophie civile, Machiavel, raisons d'Etat - 3. Le défi de la science moderne, Galilée - 4. Arts et Renaissance - 5. Une autre rationalité, une autre science nouvelle, Vico et le Baroque - 6. Philosophie civile, musique et poésie entre l'Age des Lumières et l'Age des Nations - 7. Idéalismes et marxisme)
- « Hommage à Alexis Philonenko », Société française de philosophie,‎ 6 décembre 2018 (lire en ligne).